# أمين أباد (المزرعة الشمالية)
أمین أباد (بالفارسية: امین‌آباد) هي قرية تقع في إيران في قسم المزرعة الشمالیة الريفي. يقدر عدد سكانها بـ 1,329 نسمة .